# Trogoderma blackburni
Trogoderma blackburni is een keversoort uit de familie spektorren (Dermestidae). De wetenschappelijke naam van de soort werd in 1908 gepubliceerd door Arthur Mills Lea.